# Takeda Nobumasa
Takeda Nobumasa (jap. 武田 信昌; * 1447; † 13. Oktober 1505) war Daimyō gegen Ende der Muromachi-Zeit (siehe auch Nord-Südhof) und zu Beginn der Sengoku-Zeit (siehe Sengoku-Daimyō). Er war Shugo (Militärgouverneur) der Provinz Kai (heutiges Yamanashi) und das 16. Oberhaupt der Minamoto von Kai, die sich den Namen Takeda gaben.

## Familie
- Takeda Nobumori (武田信守), das 15. Oberhaupt der Takeda, war sein Vater.
- Takeda Nobushige (1386–1450) war sein Großvater.
- Takeda Nobutsuna war sein Sohn.
- Takeda Nobutora war sein Enkel.